# Francis Anthony Quinn
Francis Anthony Quinn (ur. 11 września 1921 w Los Angeles, zm. 21 marca 2019 w Sacramento) – amerykański duchowny katolicki, biskup Sacramento w latach 1979–1993.

## Życiorys
Ukończył seminarium duchowne św. Patryka w Menlo Park. Wyświęcony na kapłana dla archidiecezji San Francisco dnia 15 czerwca 1946 roku przez abp. Johna Josepha Mitty'ego. Podjął dalsze studia na Katolickim Uniwersytecie Ameryki i University of California w Berkeley. Od roku 1970 był proboszczem parafii św. Gabriela w San Francisco.
24 kwietnia 1978 papież Paweł VI mianował go biskupem pomocniczym San Francisco ze stolicą tytularną Numana. Sakry udzielił mu abp John Raphael Quinn (brak pokrewieństwa). 18 grudnia 1979 mianowany ordynariuszem Sacramento. Na emeryturę przeszedł 30 listopada 1993 i wyjechał do Arizony, gdzie do roku 2007 pracował w rezerwacie Indian Yaqui niedaleko Tucson.